# 雁鸣湖镇 (中牟县)
雁鸣湖镇，是中华人民共和国河南省郑州市中牟县下辖的一个乡镇级行政单位。

## 行政区划
雁鸣湖镇下辖以下地区：
朱固村、孙拔庄村、东村、西村、司口村、闫砦村、太平庄村、张庄村、万庄村、九堡村、辛寨村、小朱村、岳庄村、丁村、杏街村、韩砦村和小店村。